# Симпсон, Лори
Лори Тама́ра Си́мпсон Риве́ра (исп. Laurie Tamara Simpson Rivera; род. 26 октября 1968, Сан-Хуан) — пуэрториканская модель, победительница конкурса красоты «Мисс Интернешнл 1987».

## Биография
В 1987 году 18-летняя Лори Симпсон одержала победу на национальном конкурсе «Мисс Пуэрто-Рико» и получила право представлять страну на конкурсе «Мисс Вселенная 1987». По его итогам она вошла в топ-5, получив титул как 4-я Вице-мисс.
13 сентября 1987 года 18-летняя Симпсон стала победительницей международного конкурса «Мисс Интернешнл 1987». Она стала первой в истории представительницей Пуэрто-Рико, выигрывавшей «Мисс Интернешнл». 
После победы её фотографии публиковались на обложках разных японских журналах. Затем она работала моделью и становилась лицом обложек модных журналов, среди которых был «Cosmopolitan».